# Alessia Pavese
Alessia Pavese (Alzano Lombardo, 15 de julio de 1998) es una deportista italiana que compite en atletismo, especialista en las carreras de relevos. Ganó una medalla de bronce en el Campeonato Europeo de Atletismo de 2022, en la prueba de 4 × 100 m.

## Palmarés internacional
| Campeonato Europeo | Campeonato Europeo | Campeonato Europeo | Campeonato Europeo |
| Año                | Lugar              | Medalla            | Prueba             |
| ------------------ | ------------------ | ------------------ | ------------------ |
| 2022               | Múnich (Alemania)  | Medalla de bronce  | 4 × 100 m          |